# Spartina versicolor
Spartina versicolor é uma espécie de planta com flor pertencente à família Poaceae. 
A autoridade científica da espécie é Fabre, tendo sido publicada em Ann. Sci. Nat., Bot. sér. 3, 13: 123, t. 3. 1849.

## Portugal
Trata-se de uma espécie presente no território português, nomeadamente em Portugal Continental e no Arquipélago dos Açores.
Em termos de naturalidade é nativa das duas regiões atrás indicadas.

## Protecção
Não se encontra protegida por legislação portuguesa ou da Comunidade Europeia.